# Struer (općina)
Struer je općina u danskoj regiji Središnji Jutland.

## Zemljopis
Općina se nalazi u zapadnom dijelu poluotoka Jutlanda, prositire se na 250,84 km2.

## Stanovništvo
Prema podacima o broju stanovnika iz 2010. godine općina je imala 	22.642 stanovnika, dok je prosječna gustoća naseljenosti 90,26 stan/km2. Središte općine je grad Struer.

### Veća naselja
| Veća naselja u općini |            |                    |
| Br.                   | Naselje    | Stanovnika (2010.) |
| 1.                    | Struer     | 10.797             |
| 2.                    | Bremdal    | 1.879              |
| 3.                    | Hvidbjerg  | 1.187              |
| 4.                    | Hjerm      | 1.128              |
| 5.                    | Humlum     | 882                |
| 6.                    | Linde      | 393                |
| 7.                    | Asp        | 360                |
| 8.                    | Resenstad  | 288                |
| 9.                    | Uglev      | 260                |
| 10.                   | Vejrumstad | 202                |

## Vanjske poveznice
- Službena stranica općine  Arhivirana inačica izvorne stranice od 14. rujna 2017. (Wayback Machine)